# Estadio Ricardo Saprissa

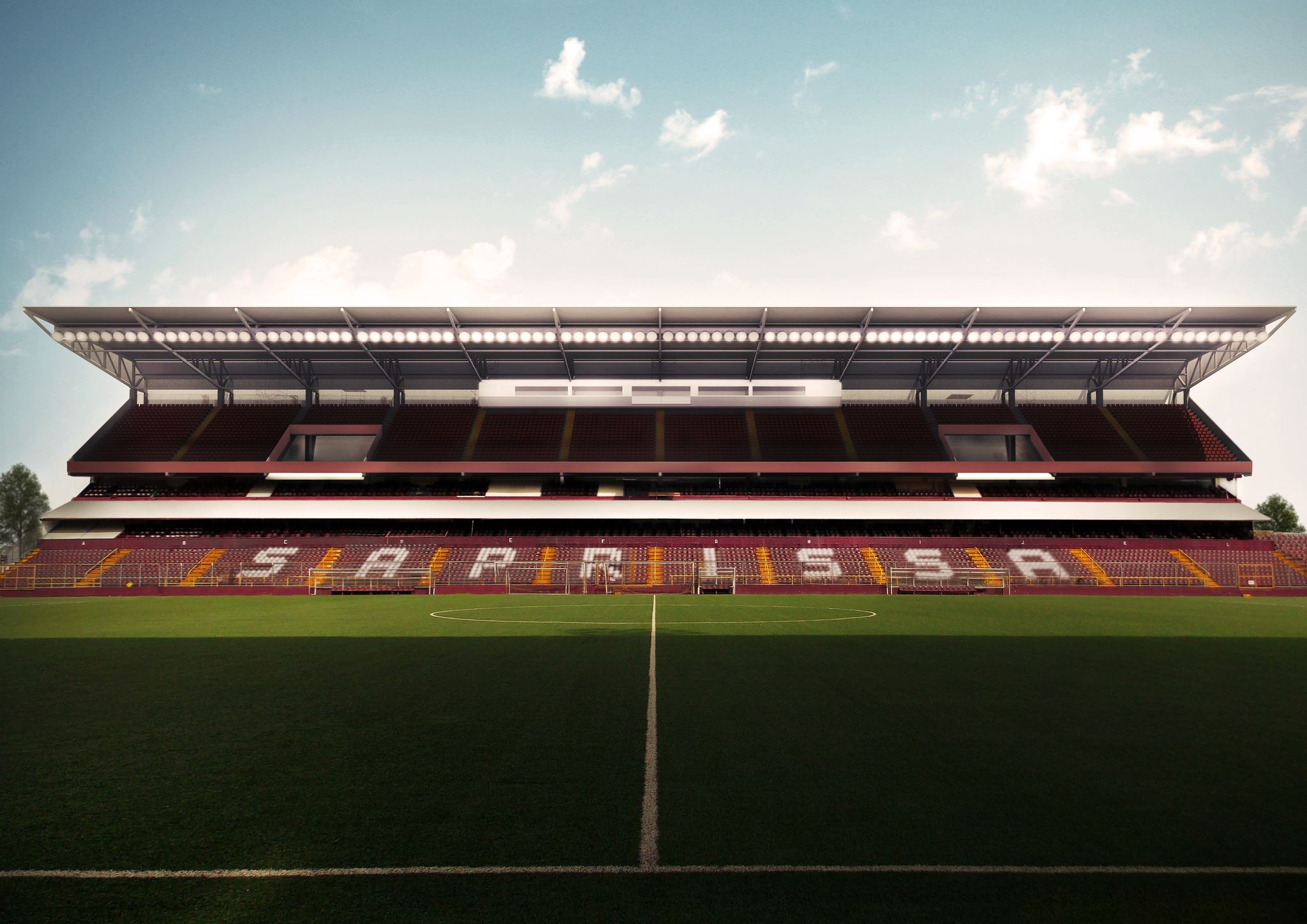
Gradería oeste año 2015

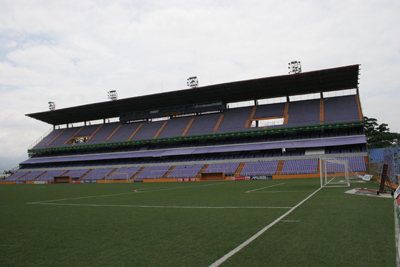
Gradería oeste año 2007

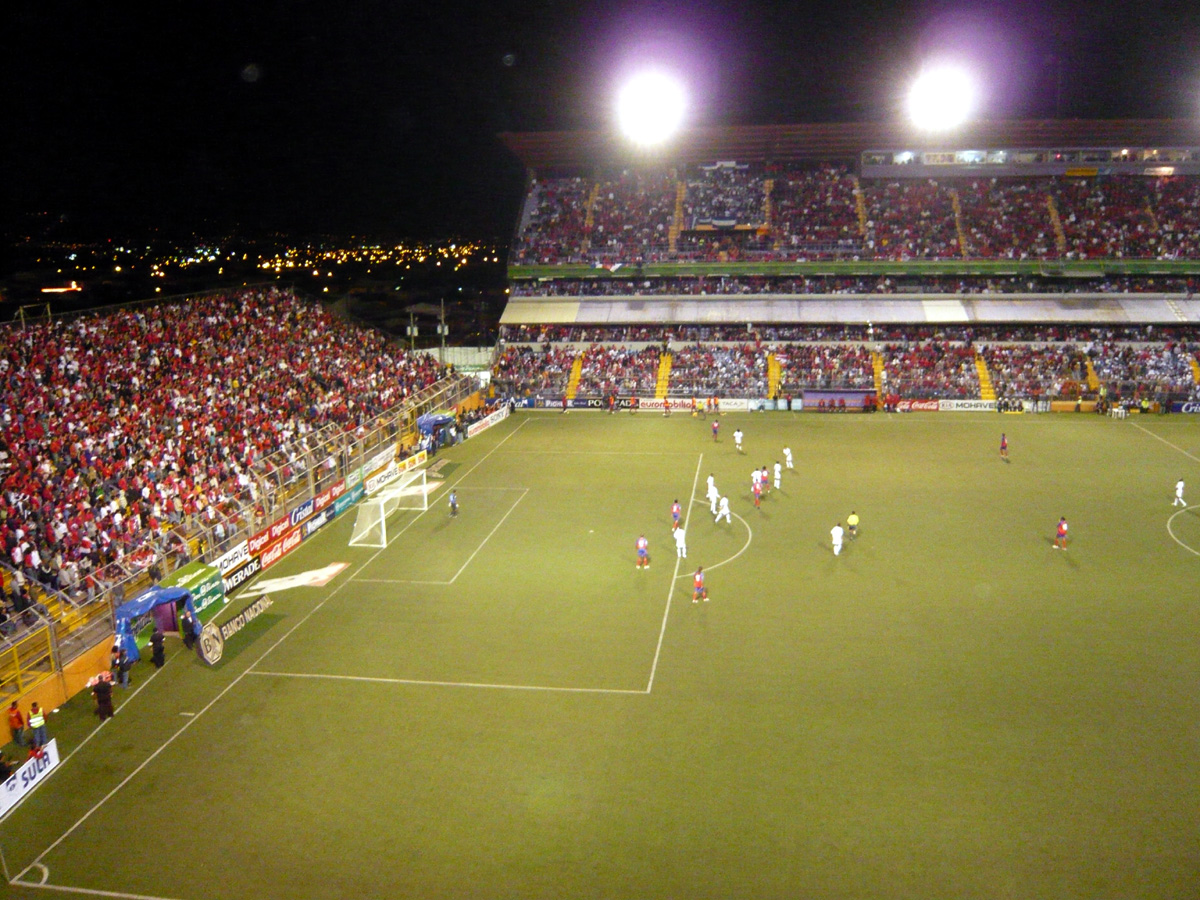
Vista parcial de las graderías oeste y sur año 2009

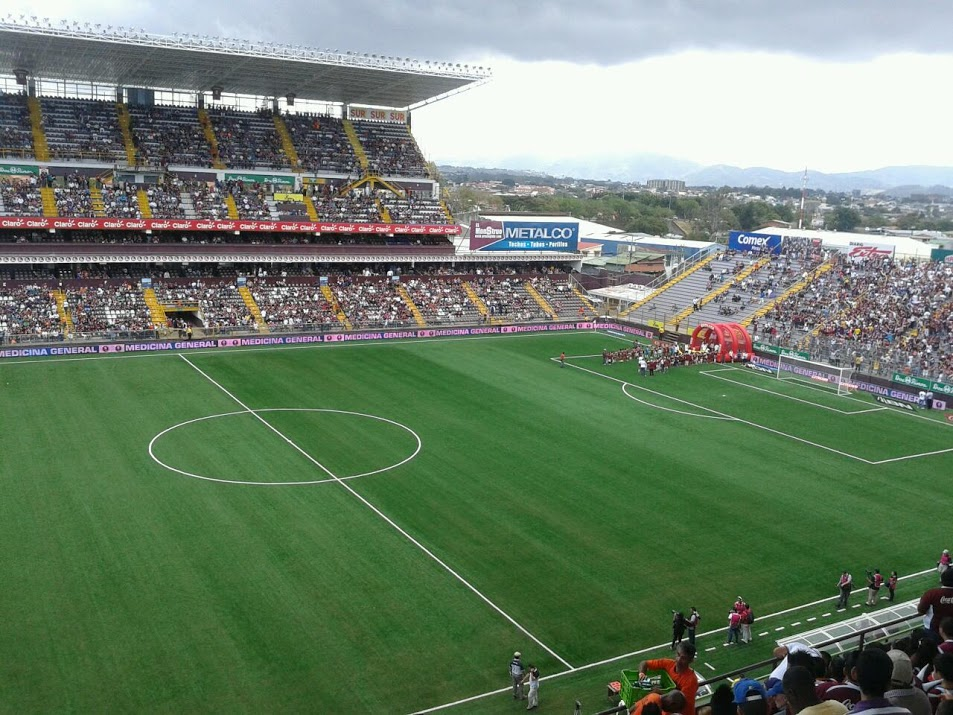
Vista parcial de las graderías este y sur

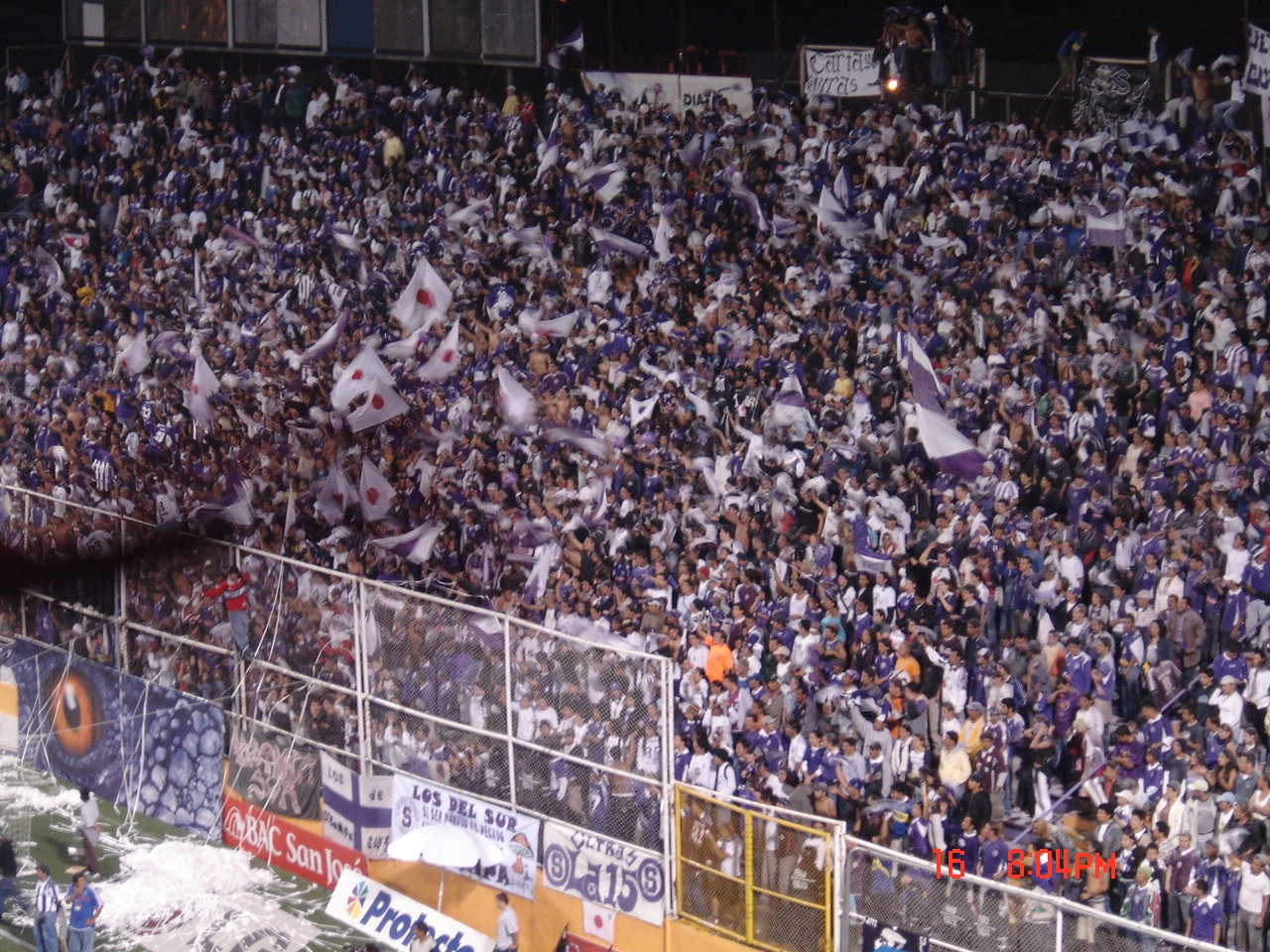
Vista parcial de la gradería sur

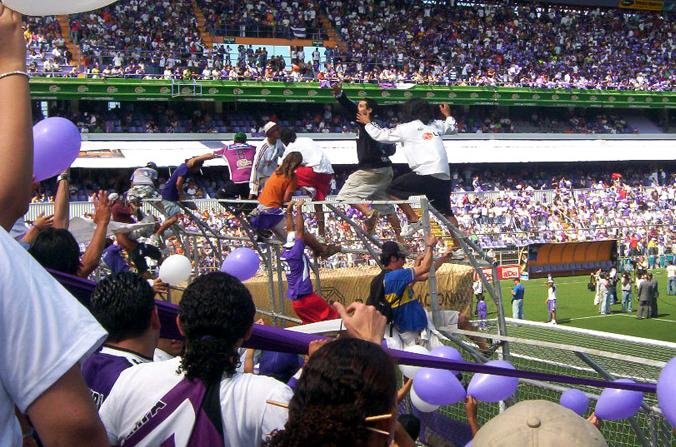
Vista parcial de la gradería oeste

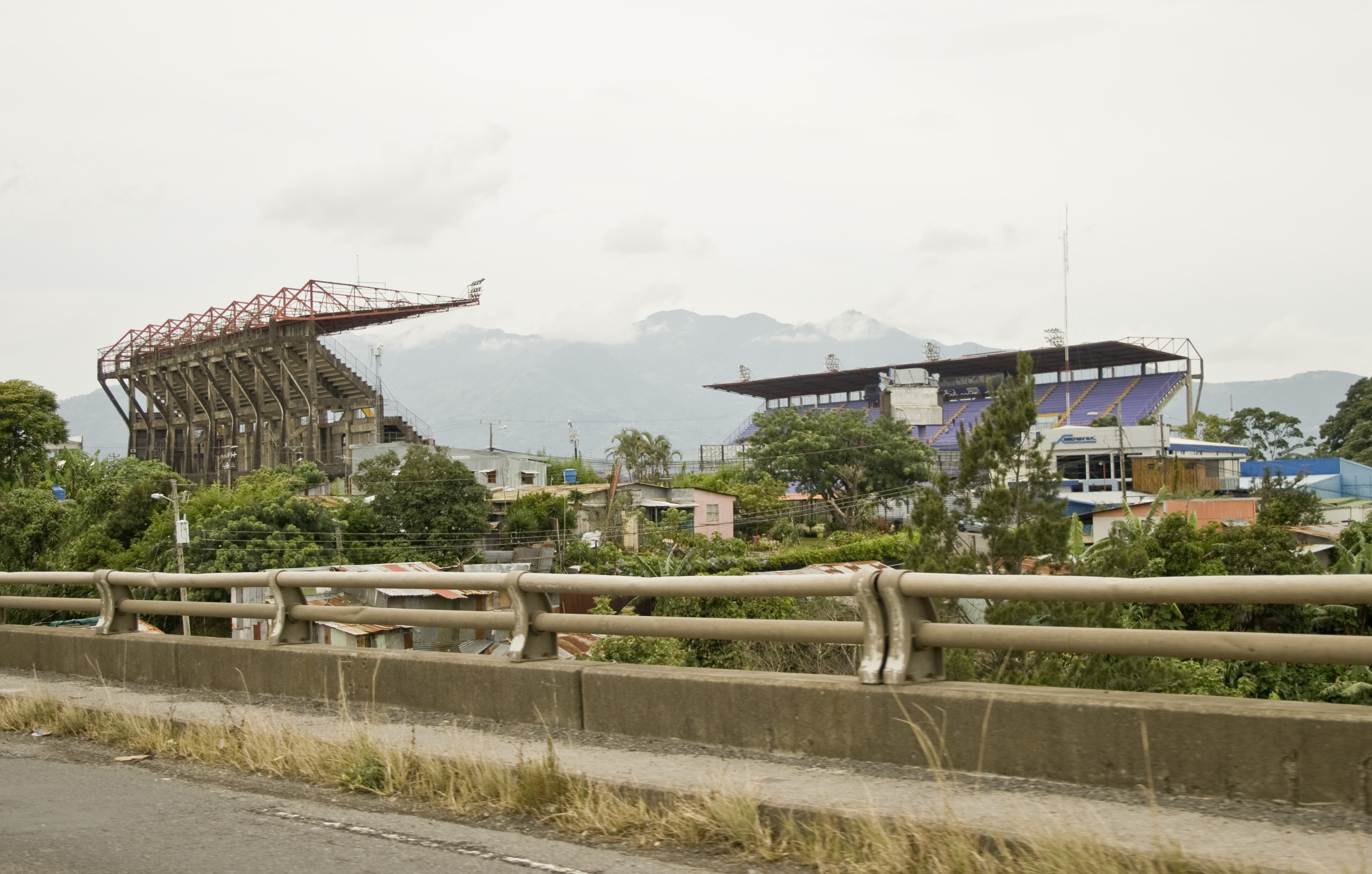
Estadio Ricardo Saprissa visto desde el puente del Río Virilla

El Estadio Ricardo Saprissa Aymá es un recinto futbolístico propiedad del Deportivo Saprissa, inaugurado el 27 de agosto de 1972 y ubicado en el cantón de Tibás en la provincia de San José, Costa Rica. Lleva el nombre de uno de los fundadores del equipo: Ricardo Juan Antonio Saprissa Aymá, salvadoreño de origen español, quien vivió parte de su vida en territorio costarricense.
Tenía un aforo para 23 112 aficionados, pero por acomodos de butacas y junto con otras zonas de rubros comercial más la reestructuración de algunas zonas como la implementación de nuevas zonas amarillas solicitadas por la Comisión Nacional de Emergencia, la capacidad del estadio se vio reducida en 2000 localidades aproximadamente por lo cual el estadio pasa a tener una capacidad aproximada de 21.350 espectadores, convirtiéndolo en el segundo estadio de fútbol con mayor capacidad de Costa Rica después del Estadio Nacional. Además fue uno de los estadios sede del Mundial Femenino Sub-17 Costa Rica 2014.

## Historia de su construcción
El Deportivo Saprissa originalmente jugaba en el Antiguo Estadio Nacional de Costa Rica, el cual alquilaban y compartían con otros equipos. 
La primera idea era procurar lograr un terreno para la construcción de un campo de entrenamiento para el Deportivo Saprissa y con el tiempo un estadio propio, surgió entre 1955 y 1956, según lo expresado por los expresidentes de la institución Ricardo Saprissa y Enrique Weisleder.

### Compra del terreno
La búsqueda no solo de un terreno para entrenar, sino también de un lugar ideal para construir el futuro estadio del Deportivo Saprissa duró su tiempo.
Se necesitaba que el terreno tuviera vías de comunicación fluidas a las principales provincias en especial fácil acceso para los aficionados capitalinos. Luego de balancear los pro y los contra de varios terrenos se llegó a una resolución de comprar en San Juan de Tibás.
El 3 de agosto de 1965, se firmó la escritura de compra. El cafetal que se adquirió era de la señora Lilly Quirós Carazo. Se compraron cinco manzanas cuadradas en la suma de ¢363 398, pagando en el acto, con la firma de la escritura ¢50 000 y el resto en abonos mensuales.

### La primera piedra
Un año después de la compra del terreno, le corresponde a don Ricardo colocar la primera piedra el 12 de octubre de 1966 y se empezó la construcción de las graderías y los palcos, que fueron arrendados para poder obtener una fuente de financiamiento y así enfrentar los altos costos.

### Inauguración
Luego de seis años de esfuerzo se logra cristalizar el acto inaugural del Estadio Saprissa, el domingo 27 de agosto de 1972, mediante la develización de la placa que da constancia del nombre oficial del Estadio, además se realiza el primer partido en este estadio.
El juego se llevó a cabo entre el Deportivo Saprissa y el Comunicaciones de Guatemala, encuentro que terminó con marcador empatado a un gol.
El primer gol lo anotó el jugador Peter Sandoval del Comunicaciones de Guatemala y la paridad la anota de penal el jugador Eduardo “Flaco” Chavarría, (autor del primer gol saprissista en la inauguración del estadio, ya que el autor del primer gol cuando se inauguró la cancha en 1968, se le acredita a Wilberth Barquero).

## Conciertos internacionales
El Estadio Ricardo Saprissa ha sido anfitrión de otros grandes eventos no relacionados con el fútbol. Entre los artistas que han realizado presentaciones en el estadio están:
- Alejandro Fernández.[4]
- Alejandro Sanz.[5]
- Andrea Bocelli.[6]
- Anthrax.
- Bandido.
- Beenie Man.
- Belinda.
- Bon Jovi.
- Bounty Killer.
- Café Tacuba.
- Camila.
- Carlos Santana.
- Chayanne.
- Claudio Baglioni.[7]
- Daddy Yankee.
- Demi Lovato.[8]
- Elton John.[9]
- Enanitos Verdes.
- Eros Ramazzotti.[10]
- Franco De Vita.
- Gilberto Santa Rosa.
- Green Day.
- Il Divo.[11]
- Iron Maiden.[12]
- Jonas Brothers.
- José Luis Rodríguez.[13]
- Juan Gabriel.[14]
- Kafu Banton.
- La Ley.
- La Quinta Estación.
- Lauren Harris.
- Los Fabulosos Cadillacs.
- Luis Enrique.
- Luis Fonsi.
- Luis Miguel.
- Maná.[15]
- Marc Anthony.
- Mastodon.
- Mavado.
- Metallica.[16][17]
- Mr. Notch.
- Noel Schajris.
- Olga Tañon.
- Pandora.
- Plácido Domingo.
- RBD.[18]
- Ricardo Arjona.
- Ricardo Montaner.
- Ricky Martin.
- Slayer.[19]
- The Black Eyed Peas.[20]
- Tony Matterhorn.
- Vicente Fernández.
- Víctor Manuel.
- Yuri.

### Eventos por año
| Fecha                    | Artista(s)                    | Tour                                           | Asistencia                           |
| ------------------------ | ----------------------------- | ---------------------------------------------- | ------------------------------------ |
| 24 de febrero de 2004    | Alejandro Sanz                | Tour No Es Lo Mismo                            | TBA                                  |
| 13 de octubre de 2004    | Luis Miguel                   | 33 Tour                                        | 15,963 / 16,201                      |
| 5 de marzo de 2005       | Andrea Bocelli                | TBA                                            | 20,000                               |
| 6 de abril de 2005       | Carlos Santana                | TBA                                            | Agotado                              |
| 23 de abril de 2005      | Enanitos Verdes + Cafe Tacvba | TBA                                            | TBA                                  |
| 11 de marzo de 2006      | RBD                           | Tour Generación 2006                           | TBA                                  |
| 8 de junio de 2006       | Daddy Yankee                  | Barrio Fino World Tour                         | TBA                                  |
| 21 de noviembre de 2006  | The Black Eyed Peas           | Monkey Business World Tour                     | TBA                                  |
| 19 de febrero de 2007    | Ricky Martin                  | Black & White Tour                             | 19,734 / 19,734                      |
| 8 de octubre de 2007     | The Black Eyed Peas           | Black Blue & You Tour                          | TBA                                  |
| 20 de noviembre de 2007  | Maná                          | Amar es Combatir Tour                          | 20,434 / 20,434                      |
| 12 de febrero de 2008    | Alejandro Sanz                | El Tren De Los Momentos Tour                   | 14,302 / 15,194                      |
| 26 de febrero de 2008    | Iron Maiden                   | Somewhere Back in Time World Tour              | 23,949 / 23,949                      |
| Alejandro Fernandez      | 7 de marzo de 2008            | Viento a Favor                                 | 10,900 / 12,000                      |
| 26 de mayo de 2009       | Los Fabulosos Cadillacs       | Satanic Pop Tour                               | 18,045 / 19,100                      |
| 5 de noviembre de 2009   | Il Divo                       | An Evening With Il Divo                        | 8,361 / 15,103                       |
| 8 de marzo de 2010       | Metallica                     | World Magnetic Tour                            | 28,486 / 28,486                      |
| 26 de septiembre de 2010 | Bon Jovi                      | The Circle Tour                                | TBA                                  |
| 16 de octubre de 2010    | Claudio Baglioni              | One World Tour                                 | TBA                                  |
| 26 de octubre de 2010    | Jonas Brothers + Demi Lovato  | Jonas Brothers Live in Concert World Tour 2010 | TBA                                  |
| 29 de octubre de 2010    | Green Day                     | 21st Century Breakdown World Tour              | 9,725 / 23,000                       |
| 6 de noviembre de 2010   | Alejandro Sanz                | Paraiso Tour                                   | 12,251 / 17,500                      |
| 5 de febrero de 2011     | Camila                        | Dejarte de Amar Tour                           | TBA                                  |
| 7 de mayo de 2011        | Chayanne                      | No Hay Imposibles Tour                         | TBA                                  |
| 17 de junio de 2011      | Slayer                        | World Painted Blood                            | 7,864 / 10,000                       |
| 5 de febrero de 2012     | Elton John                    | Elton John Greatest Hits Tour                  | 12,363 / 14,000                      |
| 4 de marzo de 2012       | Luis Miguel                   | Gira Luis Miguel / Gira grandes éxitos         | TBA                                  |
| 19 de noviembre de 2016  | Sin Bandera                   | TBA                                            | TBA                                  |
| 8 de marzo de 2016       | Iron Maiden + Anthrax         | The Book of Souls World Tour                   | 16,655 / 18,000                      |
| 26 de enero de 2018      | Ricardo Arjona                | Tour El Circo de La Soledad                    | Agotado                              |
| 27 de enero de 2018      | Ricardo Arjona                | Tour El Circo de La Soledad                    | Agotado                              |
| 20 de junio de 2019      | Daddy Yankee                  | Con Calma Tour                                 | TBA                                  |
| 18 de marzo de 2020      | Guns N' Roses                 | Guns N' Roses 2020 Tour                        | Reprogramado para el 15 de noviembre |
| 15 de noviembre de 2020  | Guns N' Roses                 | Guns N' Roses 2020 Tour                        | Cancelado                            |

## Distribución de capacidad
El estadio Ricardo Saprissa a lo largo de su historia ha recibido varias modificaciones en su capacidad, hoy en día el estadio cuenta con una capacidad real de 21,397 espectadores repartidos de la siguiente manera:
La gradería oeste es actualmente la gradería más grande del estadio Saprissa con 7,577 espectadores, en esta gradería específicamente en el sector de Sombra Oeste se encuentra la cabina de transmisión y el palco para la prensa el cual consta de una capacidad para 54 periodistas.
- SOMBRA OESTE: 3,553
- Sombra Oeste Regular: 2,442
- Sombra Oeste Preferencial: 1,111

La zona de palcos oeste del Ricardo Saprissa consta de dos niveles y se divide en palcos oeste sur y palcos oeste norte repartidos entre 82 palcos.
La zona de platea oeste se divide de igual manera que el sector de sombra oeste en zona regular y zona Preferencial. 
- PLATEA OESTE: 1,670
- Platea Oeste Regular: 990
- Platea Oeste Preferencial: 680

Club Morado se divide en Club Morado Barra y Club Morado Platea, siendo este el palco VIP del estadio Ricardo Saprissa cuya capacidad es de 489 espectadores 
- CLUB MORADO: 489
- Club Morado Barra: 165
- Club Morado Platea: 324

La Gradería Este consta con una capacidad de 6,704 espectadores repartidos de la siguiente manera:
Sombra Este se divide en dos zonas Zona N1 y zona N2 y su capacidad total es para 2,625 espectadores.
- SOMBRA ESTE: 2,625
- Sombra Este Regular: 1,974
- Sombra Este Preferencial: 651

La zona de palcos al igual que la zona oeste, se divide en dos niveles al igual que los palcos de la gradería oeste y tiene un total de 53 palcos.
La zona de platea este consta de una capacidad para 2,417 espectadores siendo esta de mayor capacidad que la zona de platea oeste debido a que su estructura es aún más grande que la de la zona oeste.
- PLATEA ESTE: 2,417
- Platea Este Regular: 1,633
- Platea Este Preferencial: 784

La siguiente gradería con más capacidad es el sector sur, que cuenta con una única bandeja llegando a una capacidad en la actualidad de 4,186 espectadores, siendo el sector más grande, aquí es donde se ubica la barra del Deportivo Saprissa denominada: “Ultra Morada”.
- GRADERÍA SUR: 4,186

La siguiente y última gradería es la Sol Norte con una capacidad real y total para 2,795 espectadores, el Deportivo Saprissa tiene un proyecto en esta gradería la cual consta de construir una torre norte moderna con zonas de comidas, palcos y diferentes actividades para los aficionados. 
Actualmente el estadio Ricardo Saprissa cuenta con la capacidad de 21,391 espectadores con una baja en su capacidad de 1,721 espectadores a comparación de su inicial capacidad la cual era de 23,112 espectadores.